# Halocladius braunsi
Halocladius braunsi är en tvåvingeart som först beskrevs av Maurice Emile Marie Goetghebuer 1942.  Halocladius braunsi ingår i släktet Halocladius och familjen fjädermyggor. Inga underarter finns listade i Catalogue of Life.